# Собор Введения во храм Пресвятой Богородицы (Серпухов)
Собор Введения во храм Пресвятой Богородицы (Введенский собор Владычного монастыря) — православный храм в городе Серпухов Московской области, собор Введенского Владычного монастыря Подольской епархии Русской православной церкви. Построен в годы правления Бориса Годунова (1598—1605).

## История
Первоначально храм был деревянным. В 1362 году был построен новый, каменный собор при основателе — преподобном Варлааме Серпуховском, и в дальнейшем неоднократно перестраивался. Нынешнее здание собора сооружено в правление Бориса Годунова. Здесь и был похоронен Варлаам — его могила его находится близ входа в собор.
Храм имеет вид квадрата, сложен из крупного кирпича и снаружи облицован белым камнем; стены скреплены железными связями. Его иконостас состоит из четырёх поясов. Первой пристройкой к собору была трапезная. Затем деревянная паперть в 1752 году была заменена каменной. Ныне существующая ризница построена в 1849 году на месте прежней, которая была гораздо меньше.
Введенский собор был закрыт в 1927 году и служил складом. В связи с необходимостью обследования сохранности фундаментов храма перед его реставрацией, в 2000—2001 годах в монастыре под руководством М. И. Гоняного проводились археологические раскопки, которые затронули территорию бывшей паперти XVIII века, а также алтарную и частично трапезную части Введенского собора.
Нынешний вид собора соответствует формам XVI века. После проведения реставрационных работ на рубеже XX—XXI веков, он был освящён 12 ноября 2016 года митрополитом Крутицким Ювеналием (Поярковым).
В соборе до начала XX века хранилась чудотворная икона Богоматери «Неупиваемая Чаша» (явлена в 1878 году), в наши дни — только список с неё.